# The Osmonds
The Osmonds — американський поп-гурт утворений в другій половині 1960-х років в Огдені братами Осмонд (Osmond). 
До першого складу гурту ввійшли: Донні (Donny), 9.12.1957, Селт Лейк Сіті, Юта, США — вокал, саксофон, орган; Джей (Jay), 2.03.1955, Огден, Юта, США — вокал, гітара; Меррілл (Merrill), 30.04.1953, Огден, Юта, США-вокал, бас; Вейн (Wayne), 28.08.1951, Огден, Юта, США — вокал, гітара, фортепіано.
Вперше цей родинний гурт запам'ятався публіці завдяки виступам у популярній телевізійній програмі «Andy Williams Show». Також у період 1967-1969 років гурт виступав у програмі «Jerry Lewis Show» і під назвою The Osmond Brothers записувався на власній фірмі Енді Вільямса «Barnaby». 1971 року братів запримітив Майк Керб, який побачив в них потенційних суперників гурту The Jackson 5.
Уклавши угоду з фірмою «MGM», Осмонди записали твір «One Bad Apple», який легко сприймався і п'ять тижнів протиримався на вершині американського чарту. Незабаром сольний успіх здобув Донні Осмонд, записавши пісню «Sweet & Innocent» з репертуару Біллі Шеррілла, водночас продовживши у складі Osmonds підкоряти американський чарт багатьма хітами, серед яких, наприклад, були «Double Lovin'», «Yo Yo» та «Down By The lazy River». 1972 року новим учасником групи став дев'ятирічний Джиммі Осмонд (Jimmy Osmond) — вокал, і того ж року Осмонди злетіли на вершину британського чарту з «екологічним» хітом «Crazy Horses».
Елегантний імідж та особиста привабливість принесла учасникам гурту велику популярність серед підлітків і вони навіть стали прототипами героїв анімаційного фільму. Найсміливішим творінням у кар'єрі формації став повний євагнелістського запалу альбом «The Plan», на якому Осмонди спокусились представити власне бачення мормонської релігії. Виданий під час піку популярності гурту цей альбом піднявся до шостого місця у Британії. Також у цей період склад Osmonds розширився за рахунок чотирнадцятирічної Мері Осмонд (Marie Osmond) — вокал, фортепіано.
У середині 1970-х років Osmonds продовжили записувати хіти, серед яких варто згадати «Going Home», «Let Me In», «I Can't Stop» та єдиний британський хіт номер один «Love Me For A Reason». Останнім великим хітом у Великій Британії стала композиція 1975 року «The Proud One». Надалі популярність гурту почала потроху спадати, а окремі учасники гурту паралельно займалися сольними кар'єрами, поки 1980 року родинний гурт припинив своє існування. Однак через два роки старші брати (цього разу без Донні) знову об'єдналися, випробовуючи свої сили у стилі кантрі.
1985 року діти Алана Осмонда — Дейвід (David) — вокал; Майкл (Michael) — вокал, гітара; Дуглас (Douglas) — вокал, ударні та Натан (Nathan) — клавішні, утворили гурт Osmond Boys.

## Дискографія
- 1970: Osmonds
- 1971: Home-Made
- 1972: Phase-III
- 1972: The Osmonds Live
- 1972: Crazy Horses
- 1973: The Plan
- 1974: Love Me For A Reason
- 1975: The Proud One
- 1975: Our Best To You
- 1975: I'm Still Gonna Need You
- 1975: Around The World Alive In Concert
- 1976: Brainstorm
- 1976: Christmas Album
- 1977: Greatest Hits
- 1979: Stepping Out
- 1982: The Osmond Brothers
- 1984: One Way Rider
- 1985: Today
- 1993: Greatest Hits

### Донні Осмонд
- 1971: The Donny Osmond Album
- 1971: To You With Love
- 1972: Portrait Of Donny
- 1972: Too Young
- 1972: My Best To You
- 1973: Alone Together
- 1973: A Time For Us
- 1974: Donny
- 1976: Disco Train
- 1977: Donald Clark Osmond
- 1988: Soldier Of Love
- 1989: Donny Osmond
- 1990: Eyes Don't Lie

### Мері Осмонд
- 1973: Paper Roses
- 1974: In My Little Corner Of The World
- 1975: Who's Sorry Now?
- 1977: This Is The Way That I Feel
- 1985: There's No Stopping Your Heart
- 1986: I Only Wanted You
- 1988: All In Love

### Донні Осмонд — Мері Осмонд
- 1974: I'm Leaving It All Up To You
- 1975: Make The World Go Away
- 1976: Donny & Marie — Featuring Songs From Their TV Show
- 1976: Deep Purple
- 1976: Donny & Marie — A New Season
- 1977: Winning Combination
- 1978: Goin' Coconuts

### Little Jimmy Osmond
- 1972: Killer Joe
- 1975: Jimmy Osmond

### Osmond Boys
- 1991: Osmond Boys